# Juan Evaristo
Juan Evaristo (ur. 20 czerwca 1902 w Buenos Aires, zm. 8 maja 1979 tamże) – prawy pomocnik argentyński, reprezentant kraju (brat Mario Evaristo).
Mierzący 171 cm wzrostu i ważący 70 kg Evaristo wraz z reprezentacją Argentyny wygrał Copa América 1927 zdobywając mistrzostwo Ameryki Południowej. Następnie zdobył srebrny medal podczas igrzysk olimpijskich w 1928 roku. Razem z bratem Mario wygrał Copa América 1929 oraz wziął udział w finałach mistrzostw świata w 1930 roku, reprezentując klub Club Sportivo Palermo z Buenos Aires. Byli pierwszymi braćmi, którzy wspólnie wzięli udział w meczu finałowym mistrzostw świata. Po mistrzostwach wyjechali do Włoch, a po powrocie grali razem w Boca Juniors. Juan zakończył karierę w klubie Argentinos Juniors.